# Oliver Stanescu
Oliver Stanescu (født 10. september 1992) er en dansk standupkomiker, manuskriptforfatter og podcaster.

## Karriere
Stanescu debuterede som stand-up-komiker i 2017 og vandt samme år talentkonkurrencen De nyeste nye. Han fik sit gennembrud i 2021 med en optræden ved Zulu Comedy Galla og modtog året efter Zulu Comedy Gallas Talentpris. Han var samme år finalist i DM i stand-up.
I 2022 havde han premiere på sit første onemanshow, Kronisk Sjov, hvor han behandlede emner som sklerose, parforhold og livets op- og nedture. Showet blev godt modtaget og optrådte på scener over hele Danmark. Det blev senere udgivet som en stand-up special på YouTube.
I 2024 lancerede Stanescu showet Small Talk, et improvisationsbaseret show med publikumsinteraktion. Det blev også udgivet som en special på TV 2 Play.
I 2025 havde han premiere på showet Mit Show Jo!, som ligeledes blev udgivet på TV 2 Play.

## Øvrige projekter
Stanescu har skrevet manuskripter til flere tv-produktioner og var i 2021 idémand, manuskriptforfatter og skuespiller i internet-satire-serien Krejlerne.
Han er også vært på podcasten Go' Tur Hjem, hvor han sammen med gæster deler pinlige og morsomme jobhistorier.

## Personligt liv
Oliver Stanescu bor i København med sin kæreste og deres hund Razz, opkaldt efter den tidligere MGP-stjerne. Han er ambassadør for Make-A-Wish Danmark.

## Filmografi

### Tv og streaming
- Zulu Comedy Galla (2021, 2022)
- Melvin Kakooza Show (2022)
- En stor aften med Simon Talbot (2022)
- Grin til Gavn (2023)
- På eventyr i det ukendte (2023)
- Kronisk Sjov (2023)
- Small Talk – Impro Special (2024)
- Mit Show Jo! (2025)

## Priser og nomineringer
- Vinder af De nyeste nye (2017)
- Finalist i DM i stand-up (2021)
- Vinder af Zulu Comedy Gallas Talentpris (2022)